# Leo Stefan
Leo Stefan (* 22. Februar 1970 in Tscheljabinsk, Russische SFSR) ist ein ehemaliger deutscher Eishockeyspieler.

## Karriere
Leo Stefan wuchs in Russland auf, wo er auch seine Karriere begann. 1992 wechselte er zum EV Füssen, es folgten Engagements bei den Kölner Haien (mit denen er 1995 Meister wurde) und der Düsseldorfer EG, sowie die Berufung in die deutsche Nationalmannschaft. Nach dem freiwilligen Abstieg der Düsseldorfer EG im Jahr 1998 spielte er für zwei Jahre in der zweiten Liga. Dabei bildete er mit Wiktor Gordijuk ein sehr erfolgreiches Stürmerpaar und war dadurch mitverantwortlich für die Meisterschaft in der zweithöchsten Spielklasse im Jahr 2000, die die Rückkehr der Düsseldorfer in die DEL ermöglichte. Nach drei weiteren Jahren in Diensten der Düsseldorfer spielte Stefan für den EHC Freiburg und erneut Köln, ehe er zum Zweitligaverein EV Duisburg wechselte, mit dem er 2005 in die DEL aufstieg. In Freiburg sowie zeitweise in Düsseldorf übernahm Stefan das Amt des Mannschaftskapitäns.
Stefan galt als disziplinierter, läuferisch und technisch starker, von der „russischen Schule“ geprägter Spieler. Kritiker warfen ihm Schwächen im Körperspiel und eine zu verspielte Spielart vor.
Aufgrund eines schweren Knorpelschadens im Knie absolvierte Stefan in der Saison 2005/06 kein Ligaspiel und beendete seine Spielerkarriere nach Ablauf dieser Spielzeit. Beim EV Duisburg war er anschließend als Scout tätig. Zudem ist er bei der Deutschen Sportakademie für den Bereich Eishockey verantwortlich.

## Erfolge und Auszeichnungen
- 1995 Deutscher Meister mit den Kölner Haien
- 1998 Teilnahme am DEL All-Star Game
- 2000 Meister der 2. Eishockey-Bundesliga mit der Düsseldorfer EG und Wiederaufstieg in die Deutsche Eishockey Liga